# Груші в тісті (роман)
«Груші в тісті» — автобіографічний роман українського письменника Юрія Винничука, що вийшов 2010 року у видавництві «Піраміда» (Львів).
Книга «Груші в тісті» — це автобіографічна розповідь про молодість, поезію, фарцу, Львів, армію і любов.

## Відгуки
Віра Агеєва: 
|  | Фразу про те, що от звільнила нас славна Червона Армія — «і нема на то ради», приписують Станіславу Людкевичу. «Груші в тісті» — це віртуозно написані оповіді про те, як львівська культурна еліта все ж пробувала давати собі з тим раду. |

## Видання
- Юрій Винничук. «Груші в тісті». Львів, видавництво ЛА «Піраміда», 2010. 288 стор.